# جدایی‌خواهی
جدایی‌خواهی (به انگلیسی: Separatism) که گاه به اشتباه تجزیه‌طلبی خوانده می‌شود، تقاضای جدایی یک فرهنگ؛ قبیله، دین، نژاد، دولت یا جنیست برای جدایی از گروه بزرگ‌تر است. گرچه اغلب از آن برای اشاره به تجزیه‌طلبی کامل سیاسی استفاده می‌شود، گروه‌های جدایی‌خواه ممکن است خواهان چیزی بیشتر از خودمختاری بیشتر نباشند.

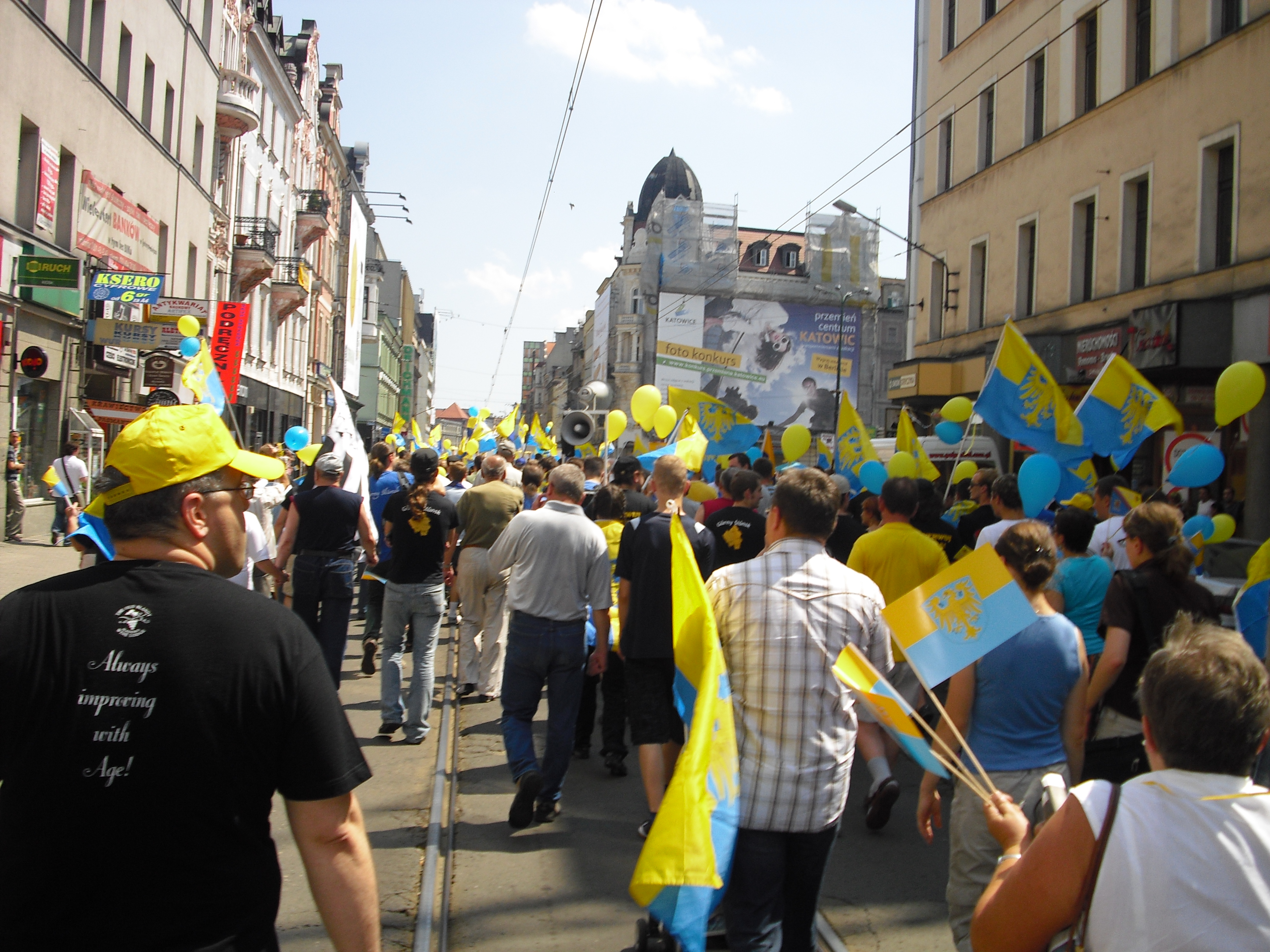
تظاهرات سیلزی‌ها در کاتوویتس (در سیلزی).

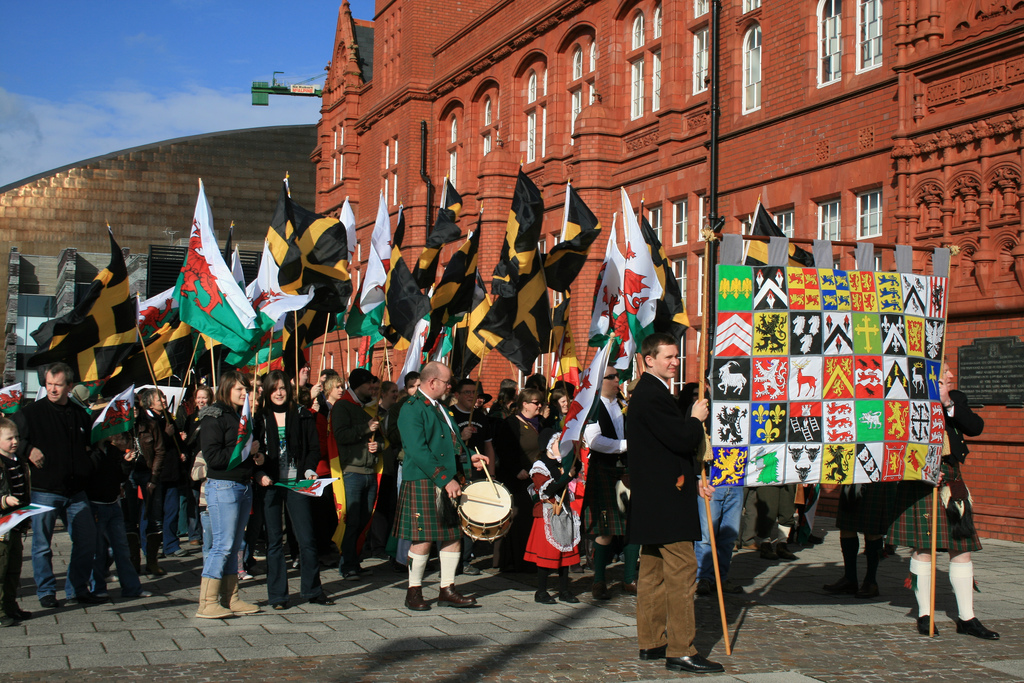
تظاهرات ولزی‌ها در کاردیف.

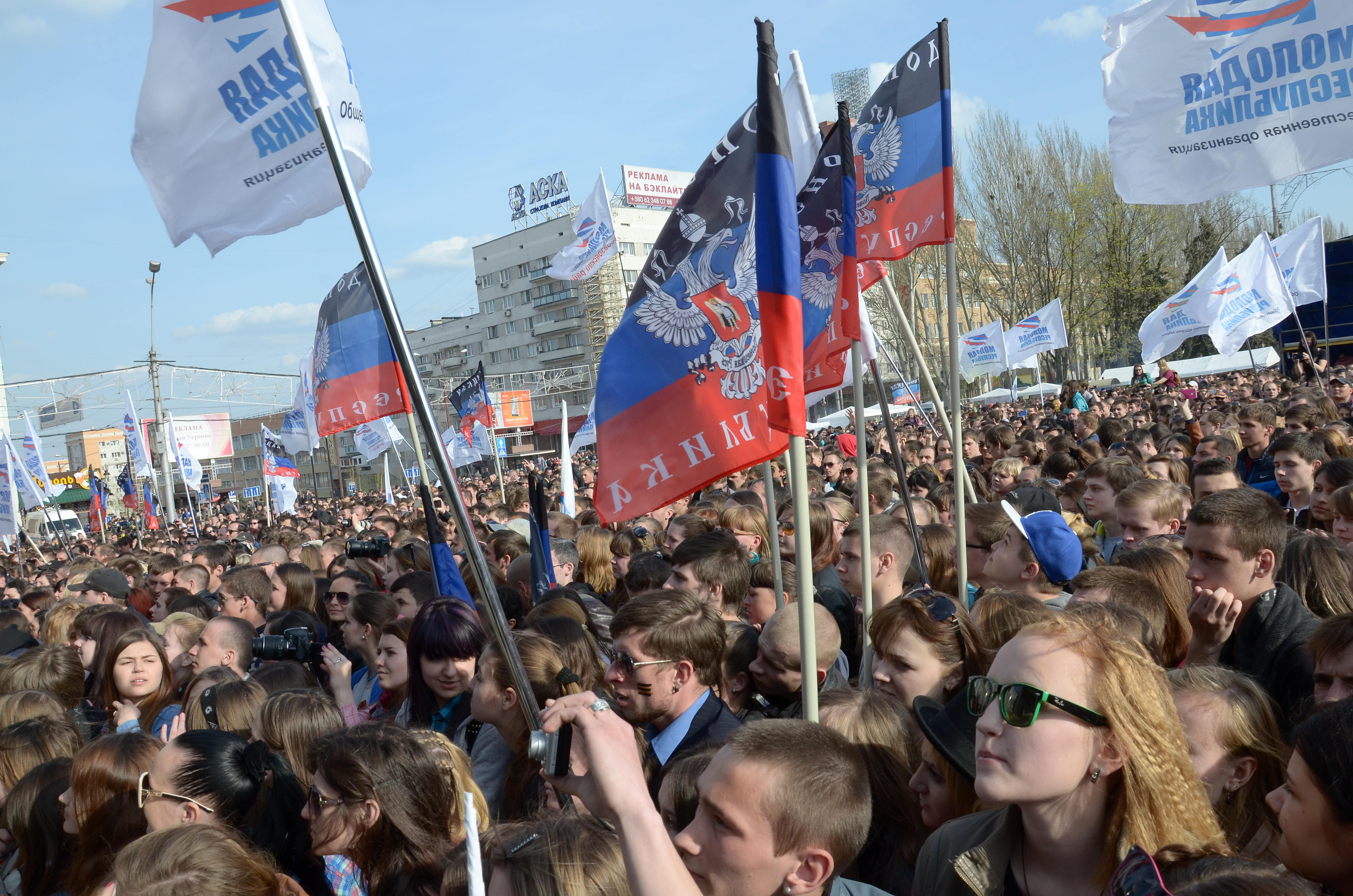
جدایی‌خواهان طرفدار روسیه در دونتسک، شرق اوکراین.

مناطق جدایی خواه